# Buckelwal
Der Buckelwal (Megaptera novaeangliae) ist ein oft in Küstennähe vorkommender Vertreter der Furchenwale. Er erreicht eine Körpergröße von 12 bis 15 Metern und hat im Vergleich zu anderen Walen deutlich größere Flipper. Bekannt sind die Tiere unter anderem aufgrund ihres Walgesangs und ihrer Lebhaftigkeit. Durch die intensive Bejagung gingen die weltweiten Bestände zeitweise bedrohlich zurück. Seit 1966 steht der Buckelwal unter weltweitem Artenschutz.

## Merkmale

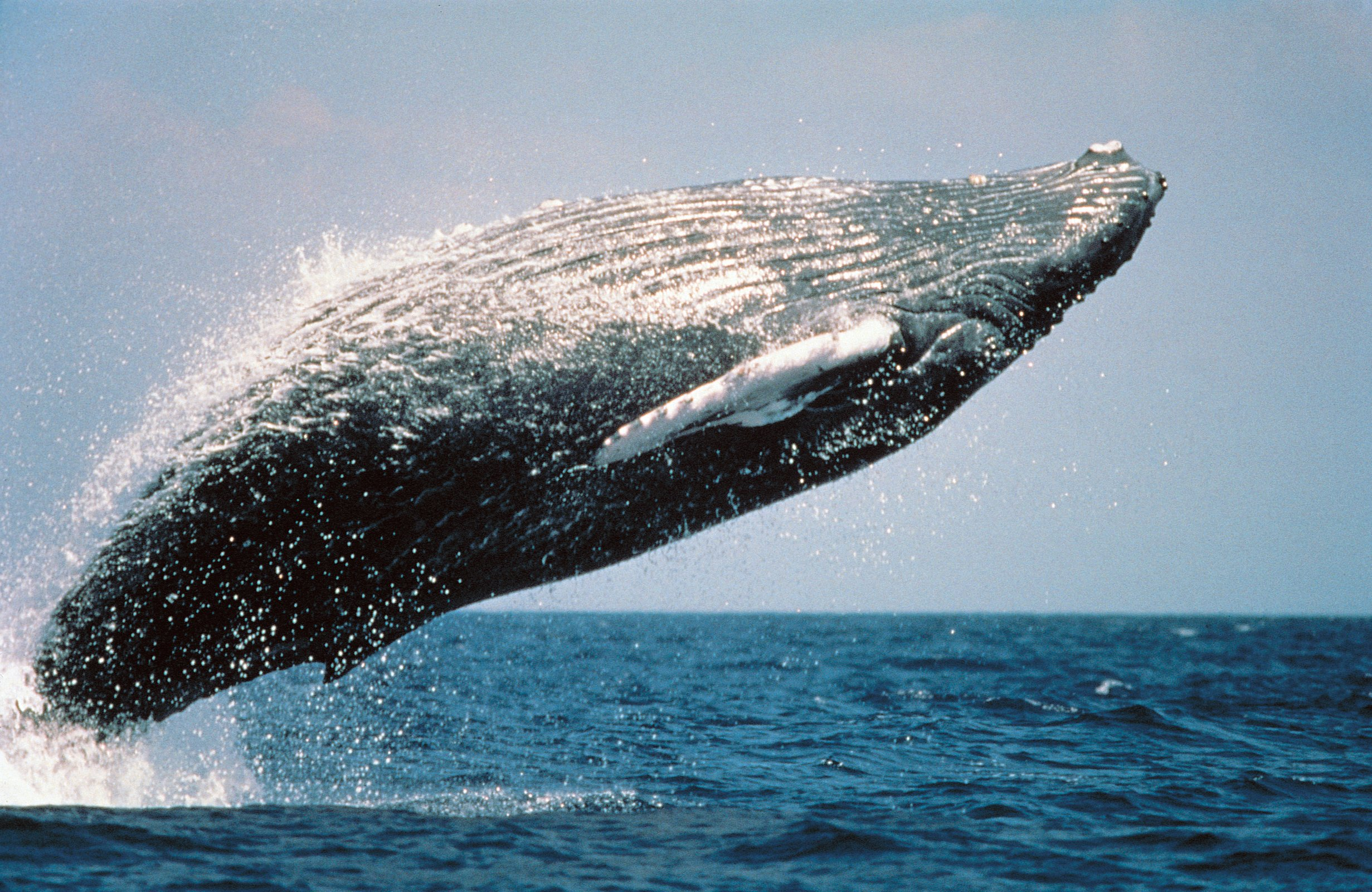
Buckelwal springt vor Queensland

Größenvergleich zwischen Buckelwal und Mensch

Mit einer durchschnittlichen Länge von etwa 13 Metern sind Buckelwale relativ kleine Bartenwale, sie erreichen höchstens 18 Meter Länge. Das Gewicht liegt bei 25 bis 30 Tonnen. Der Körper ist dabei im Vergleich zu allen anderen Furchenwalen sehr kräftig ausgebildet. Die Färbung ist oberseits schwarz und unterseits bis an die Flanken, abhängig von der Population und auch individueller Färbung, weiß bis schwarz; Narbengewebe in Form von weißen Flecken kommen durch den Befall mit Seepocken auf dem Körper zustande, außerdem kann der Körper von goldgelben Kieselalgen bewachsen sein. Das Rostrum ist flach und mit arttypischen Tuberkeln, knotigen Hautverdickungen, bestückt, auf denen jeweils ein bis zwei Borsten stehen. Die Blaslöcher liegen zentral auf dem Kopf. Der Buckelwal hat 14 bis 20 Kehlfurchen, die vom Kinn bis zum Bauchnabel reichen. Im Maul finden sich die Barten, die in Reihen von jeweils 270 bis 400 Einzelbarten stehen. Die Barten können 0,8 bis 1,0 Meter lang werden und sind im Vergleich zu denen anderer Bartenwale eher grob.
Die Brustflossen sind weit größer als bei allen anderen Walen, sie erreichen fast ein Drittel der Körperlänge. Sie sind an der Vorderseite mit Beulen und Scharten bestückt, an denen sich ebenfalls Seepocken festsetzen können. Die Rückenfinne ist vergleichsweise winzig und in Form und Größe sehr variabel. Sie steht auf einem kleinen Wulst aus Blubber und kann sowohl langgezogen dreieckig bis sichelförmig sein. Die Fluke ist wiederum sehr groß und tief eingekerbt. Die Hinterkante ist dabei sehr rau.

## Verbreitung und Lebensraum

Weite Verbreitung des Buckelwals (in blau)

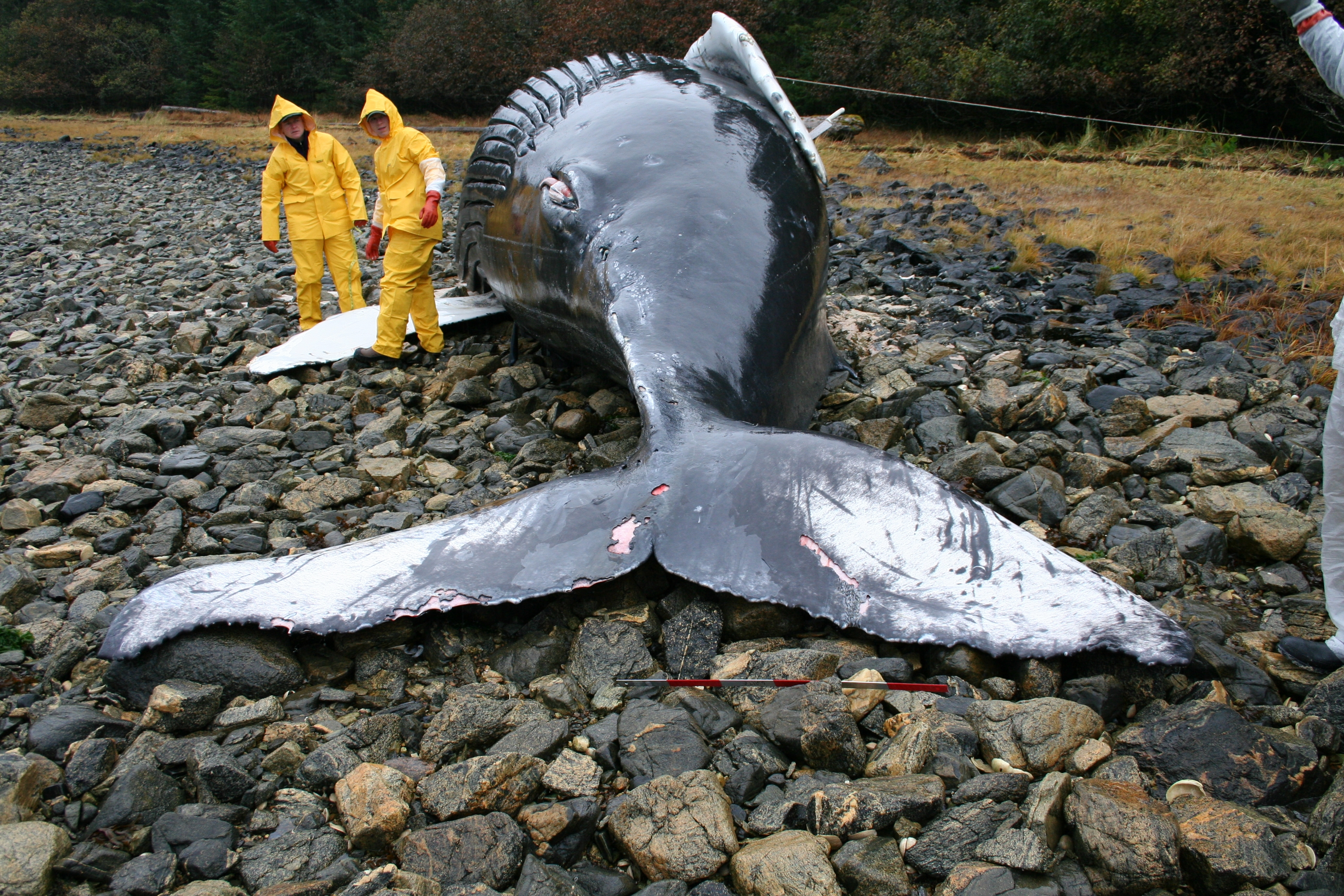
Gestrandeter Buckelwal in Alaska, Baranof Island

Der Buckelwal lebt in allen Ozeanen. Die Sommerquartiere liegen dabei in polaren Meeren, die Winterquartiere in tropischen und subtropischen Gewässern, wobei sich die Tiere vor allem in Flachmeerzonen aufhalten. Tiefere Meeresgebiete durchqueren sie auf ihren Wanderungen zwischen den Sommer- und Wintergebieten. Während ihrer Wanderungen bevorzugen Buckelwale küstennahe Gewässer und dringen dabei in Buchten und Flussmündungen ein. Vereinzelt werden Buckelwale zum Beispiel auch in der westlichen Ostsee beobachtet; so wurden im Sommer 2014 zwei Exemplare in der Flensburger Förde gesichtet, im Juli 2016 ein Tier im Greifswalder Bodden; und im Juni 2018 wurde ein toter Buckelwal vor Graal-Müritz (Mecklenburg-Vorpommern) geborgen. Die neuste Sichtung war 2025 vor der Insel Rügen. Auch im Mittelmeer werden vermehrt einzelne Buckelwale gesichtet.
Bei den Wanderungen können abhängig von der Population tausende von Kilometern zurückgelegt werden. Man geht davon aus, dass die Einzelpopulationen dabei den Äquator nicht überqueren, sodass sowohl im Pazifik als auch im Atlantik jeweils eine nördliche und eine südliche Population existiert, die durch die saisonalen Wanderungen getrennt bleiben. Während die südlichen Tiere im Sommer in das Südpolarmeer ziehen, verbringen die nördlich lebenden Tiere den Sommer in den Gewässern des Nordpolarmeeres. Eine Ausnahme stellt die Population des Indischen Ozeans dar, die nicht nach Norden wandern kann. Diese bleiben teilweise auch im Sommer im Bereich nahrungsreicher Meeresgebiete der tropischen Zone, teilweise ziehen sie ebenfalls in das Südpolarmeer.

## Lebensweise

### Ernährung

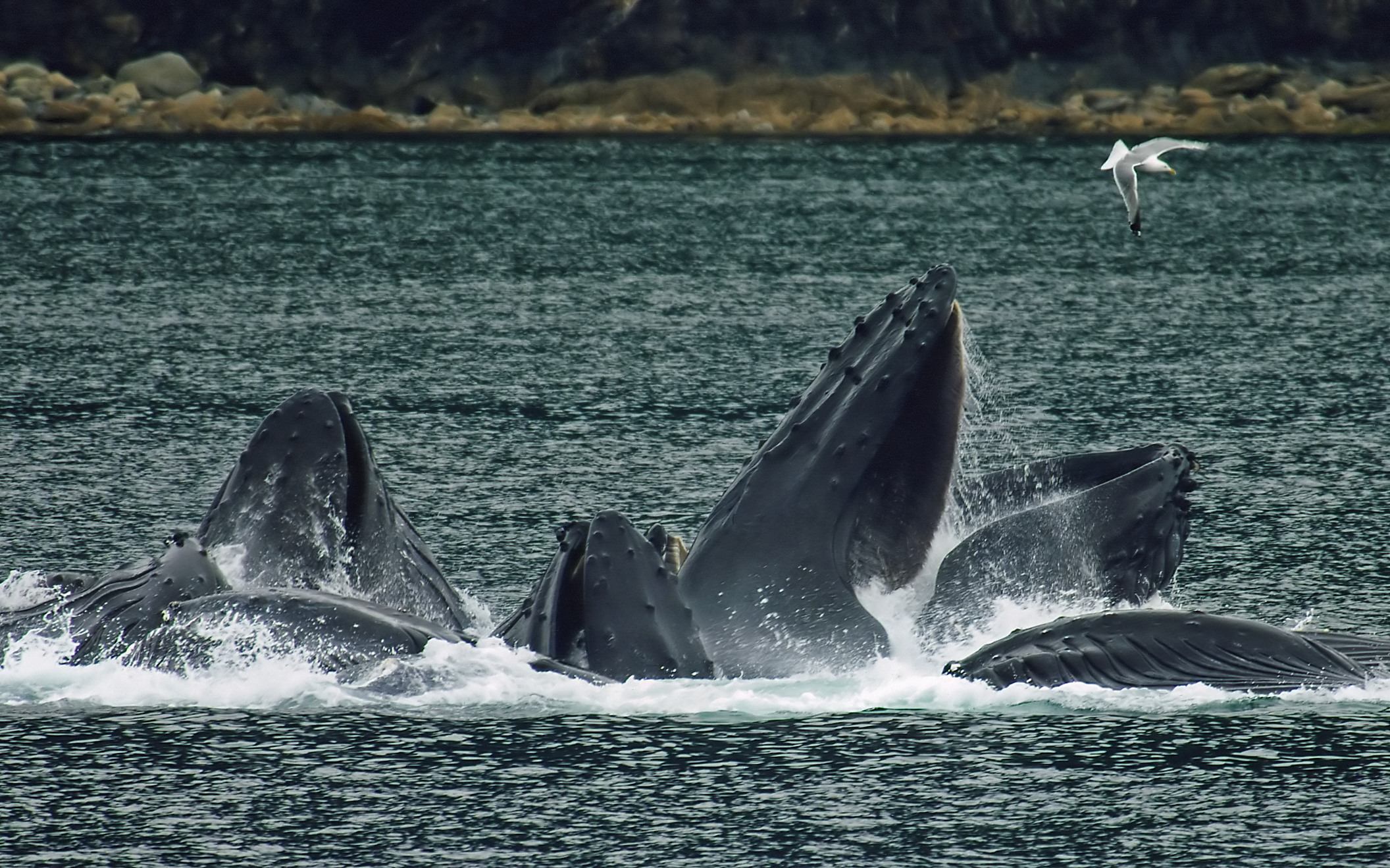
Buckelwale bei der Nahrungsaufnahme

Die Nahrung der Buckelwale besteht vor allem aus Krill und zu einem kleinen Teil auch aus Fischen, letzteres vor allem im nördlichen Verbreitungsgebiet. Gefressen wird nur in den Sommerquartieren, im Winter zehren Buckelwale von ihren Fettreserven. Ihre Nahrung finden die Wale in Wassertiefen bis 50 Meter. Sie gehören dabei zu den „Schluckfiltrierern“, wofür die Nahrung in relativ dichten Schwärmen vorliegen muss. Der Wal schwimmt mit geöffnetem Maul in diese Schwärme ein und taucht danach meist mit gefülltem Maul ab. An der Oberfläche findet dies horizontal statt, aus größeren Tiefen steigt der Wal senkrecht auf. In letzterem Fall produziert der Wal einen Vorhang aus aufsteigenden Luftblasen, um die Nahrung zu konzentrieren. Dabei können sich abhängig von der Größe des Beuteschwarmes auch mehrere Wale zusammenschließen und ihren Beutefang synchronisieren. Gebildet von einer Gruppe von Walen, können die Luftblasenwände, welche durch Laute koordiniert werden, einen Durchmesser von 3 bis 30 Metern erreichen, damit sind sie die größten von Tieren erzeugten „Fischernetze“. Bei dieser Technik umkreist eine Gruppe von Walen zuerst einen Schwarm kleiner Fische oder Krill. Ein Wal fängt an, durch sein Blasloch Luftblasen zu produzieren, während er die Beute umkreist. Dann steigen andere mit ein. So sperren sie die Beute ein, dann gibt ein Wal ein Signal, einen Nahrungsruf. An diesem Punkt brechen die Buckelwale ihre Formation auf und schwimmen mit weit geöffnetem Maul im „Netz“ nach oben und schlucken die angesammelte Beute.

### Fortbewegung und Kennzeichen

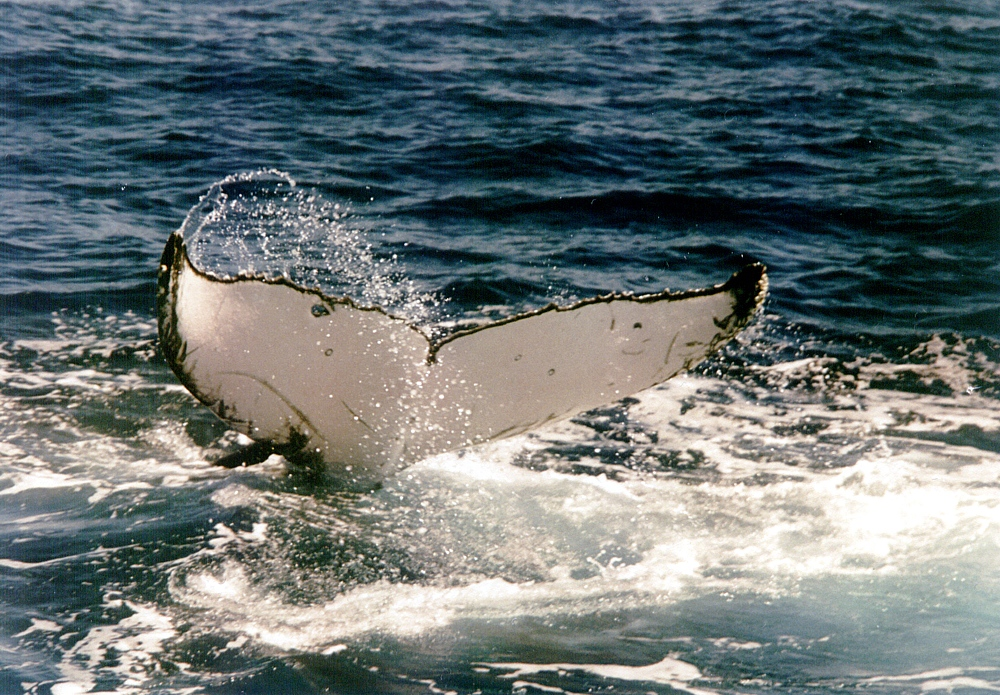
Schwanzflosse eines Buckelwals

Buckelwale sind schnelle Schwimmer, wobei die Geschwindigkeiten bei den Wanderungen zwischen 1,5 und 11,0 Kilometern pro Stunde bei einer Durchschnittsgeschwindigkeit von 2 bis 5 Kilometern pro Stunde liegen. Als Spitzengeschwindigkeit wurden bis zu 27 Kilometer pro Stunde gemessen, die die Tiere in sehr erregtem Zustand erreichen können.
Charakteristisch ist auch sein Tauchverhalten, bei dem er unter Bildung eines Buckels abtaucht. Dieses Verhalten ist der Grund für seinen Namen. Außerdem hebt er beim Abtauchen regelmäßig die Schwanzflosse vollständig aus dem Wasser. Die Tauchgänge dauern abhängig von der Nahrungsdichte selten länger als 15 Minuten und erreichen durchschnittlich nur drei bis neun Minuten. In den Winterquartieren tauchen die Tiere im Durchschnitt bis zu 30 Minuten. Der Blas der Buckelwale ist einstrahlig und oft buschig und kann von dem anderer Walarten gut unterschieden werden.

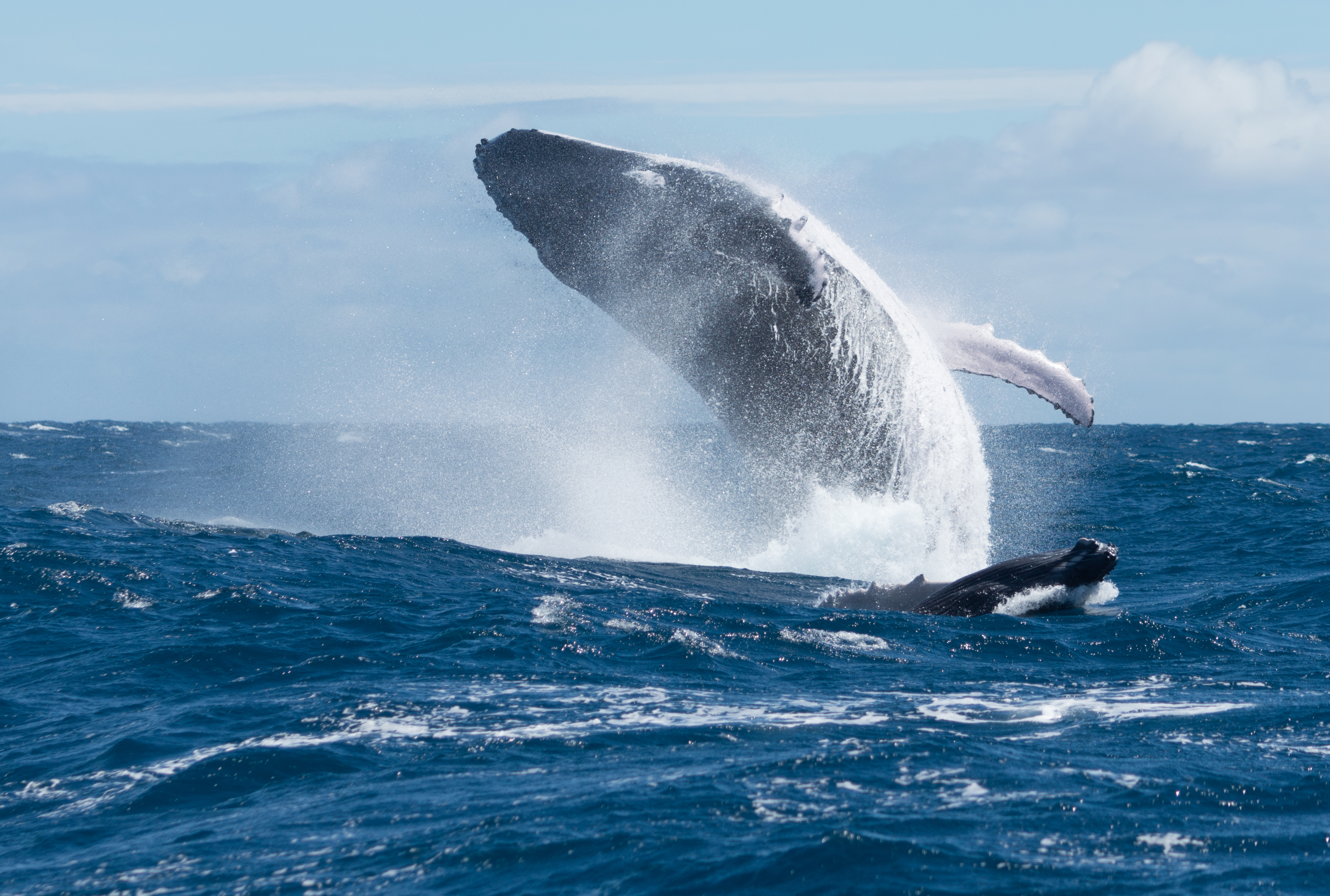
Springender Buckelwal

Die Tiere zeichnen sich zudem durch akrobatische Sprünge aus, bei denen sie sich mit dem gesamten Körper aus dem Wasser erheben. Neben diesen Sprüngen klatschen sie häufig mit den Flippern oder der Fluke auf die Wasseroberfläche, wodurch laute Knallgeräusche entstehen.

### Sozialverhalten und Kommunikation

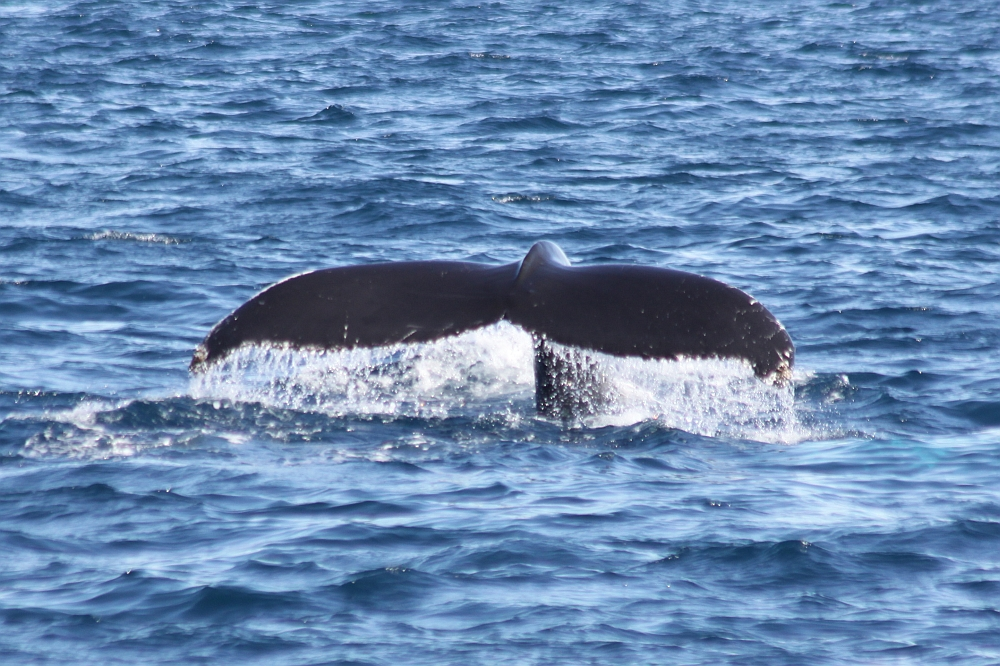
Buckelwal vor Grönland

Buckelwale leben überwiegend allein oder gelegentlich zum Jagen und Paaren in kleinen Gruppen von zwei bis neun Tieren. Kühe mit Neugeborenen werden oft von einem Bullen begleitet, der sie gegen zudringliche andere Wale verteidigt. Im Bereich der Nahrungsgründe und auch der Fortpflanzungsgebiete finden sie sich dagegen auch zu größeren Gruppen zusammen, wobei sich die Einzelgruppen allerdings weiterhin unabhängig voneinander bewegen. Für die Nahrungsgründe konnte allerdings nachgewiesen werden, dass sich hier alljährlich Gruppen von mehreren Tieren treffen, die gemeinsam jagen und deren Zusammensetzung über Jahre hinweg stabil sein kann.
Zur Fortpflanzungszeit kommt es zu teilweise sehr aggressivem Verhalten der männlichen Tiere untereinander, wobei sie sich mit geöffnetem Maul bedrohen, sich rammen und abdrängen. Die Verletzungen, die bei diesen Kämpfen entstehen, sind meist nur oberflächlich, hinterlassen allerdings deutliche Narben in der Rückenhaut der Tiere. Das Paarungsverhalten ist polygam, die Einzeltiere verpaaren sich entsprechend mit mehreren Partnern, wodurch sich die Aggressivität der Männchen untereinander erklären lässt.
Ebenfalls in den Bereich des Verhaltens während der Paarungszeit gehört der charakteristische Gesang der Buckelwale. Zwar geben alle Bartenwale Töne von sich, bei den Buckelwalen aber gibt es die größte Vielfalt von Stimmäußerungen. Eine Forschungsgruppe der University of Queensland registrierte in einer 2007 veröffentlichten Studie 622 verschiedene Laute. Der Gesang der Buckelwale gehört zu den facettenreichsten Tierlauten überhaupt und wird hauptsächlich von männlichen Tieren unter Wasser produziert. Der Gesang besteht dabei aus Einzelstrophen, die sich regelmäßig wiederholen, individuentypisch sind und sich im Laufe der Jahre verändern. Der Gesang selbst zählt mit einer stattlichen Lautstärke von 190 Dezibel zu den lautesten Rufen im Tierreich. Eine ausführliche Darstellung des Buckelwalgesangs befindet sich unter Gesang der Buckelwale.

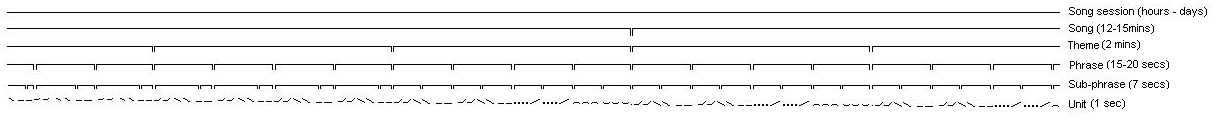
Idealisiertes Schema des Gesangs eines Buckelwales

Tonaufnahmen von Buckelwalen:
- Gesang eines Buckelwalsⓘ/?
- Buckelwalgesang an einem windigen Tagⓘ/?

Nahe der abgelegenen Ogasawara-Inseln 1000 km südlich von Tokio, wo nur einmal am Tag ein Schiff fährt, wurde 2018 festgestellt, dass Buckelwale in der Nähe eines vorbeifahrenden Schiffes den Gesang reduzieren oder einstellen und typisch erst eine halbe Stunde später wieder aufnehmen.

### Fortpflanzung und Entwicklung

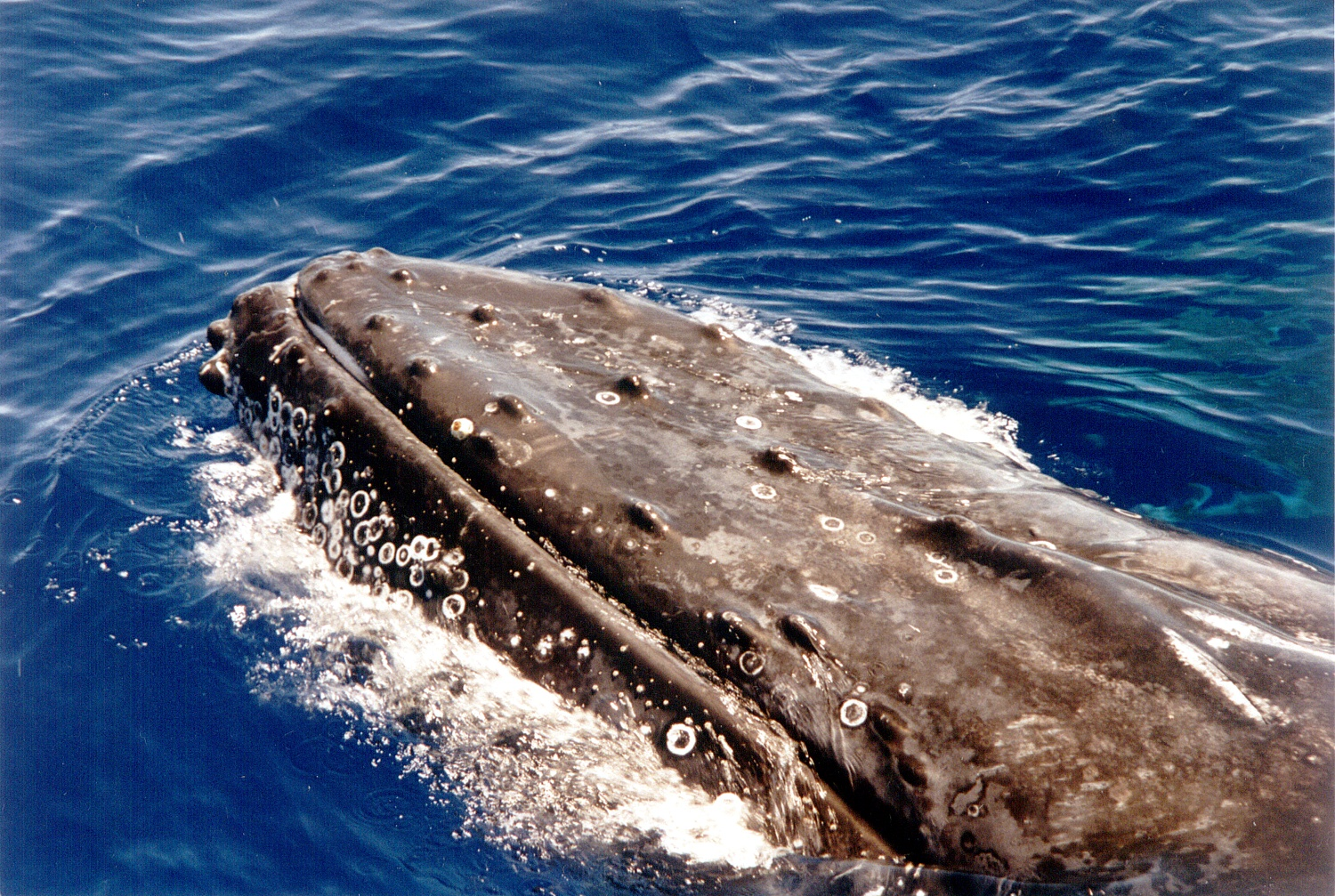
Nahaufnahme eines jungen Buckelwals

Die Fortpflanzung der Buckelwale findet in den Winterquartieren in tropischen Gewässern statt. Dabei kommt es zu dem bereits beschriebenen Rivalenkampf der Männchen sowie zu deren Gesang. Paare bleiben im Normalfall für wenige Stunden zusammen und beide Partner verpaaren sich mit weiteren Tieren.
Die Tragzeit der Weibchen beträgt etwa zwölf Monate und die Jungtiere kommen entsprechend wieder in den Fortpflanzungsgewässern zur Welt. Die Jungen sind bei der Geburt etwa 4 Meter groß und bleiben für mindestens ein Jahr bei der Mutter, wobei die Säugezeit die ersten sechs bis zehn Monate einnimmt und die Jungtiere eine Größe von 7,5 bis neun Metern erreichen. Danach können sie sich entweder einer anderen Gruppe anschließen oder sich von der Gruppe trennen und allein ziehen. Die Weibchen können in Abständen von etwa drei Jahren erneut Junge gebären.
Ein Buckelwal wird im Alter von 5 Jahren und einer Größe von etwa 12 Metern geschlechtsreif und nach etwa 15 Jahren hat er seine endgültige Größe erreicht. Das bisher älteste gefundene Tier war 48 Jahre alt, wobei das Alter anhand der Zuwachsringe der Ohrkapsel berechnet wurde.

### Verhalten gegenüber Raubtieren
Buckelwale sind oft Angriffsziele von Schwertwalen, insbesondere Kühe mit Kälbern. Die Buckelwale stören die Orcas vermutlich daher oft bei der Jagd. Das Team der Walforscher Robert Pitman und John Durban hat vermehrt Beobachtungen machen können, dass durch Störmanöver die Jagd der Schwertwale auf Robben, Seelöwen und andere Wale verhindert wurde. In einem Fall versuchten zwei Buckelwale, ein von Schwertwalen angegriffenes Grauwalkalb zu retten. In einem anderen Fall wurde eine Robbe durch einen Buckelwal vor dem Angriff eines Schwertwals gerettet. Die Meeresbiologin Nan Hauser glaubt, von einem Buckelwal vor einem Tigerhai beschützt worden zu sein.

## Systematik
Innerhalb der Furchenwale stellt der Buckelwal den einzigen Vertreter der somit monotypischen Gattung Megaptera dar. Er wird allen anderen Furchenwalen, die in der Gattung Balaenoptera zusammengefasst werden, als Schwesterart gegenübergestellt. Durch molekularbiologische Studien wurde eine nahe Verwandtschaft zwischen dem Buckelwal, dem Grauwal (Eschrichtius robustus) sowie dem Blauwal (Balaenoptera musculus) festgestellt, der demnach näher mit diesen beiden Arten verwandt sein soll als mit allen anderen Arten der Gattung Balaenoptera. Andererseits gibt es aktuell elf dokumentierte Fälle von Blauwal/Finnwal-Kreuzungen in der Wildnis.
Der Name Megaptera (griechisch für „großer Flügel“) leitet sich von seinen sehr großen Flippern ab. Das Epitheton novaeangliae (Neu-England) erhielt er von seinem Erstbeschreiber G.H. Borowski, der ihn 1781 als Balaena novaeangliae beschrieb. Die Einordnung in eine eigene Gattung erfolgte 1932.

## Walfang und Schutz

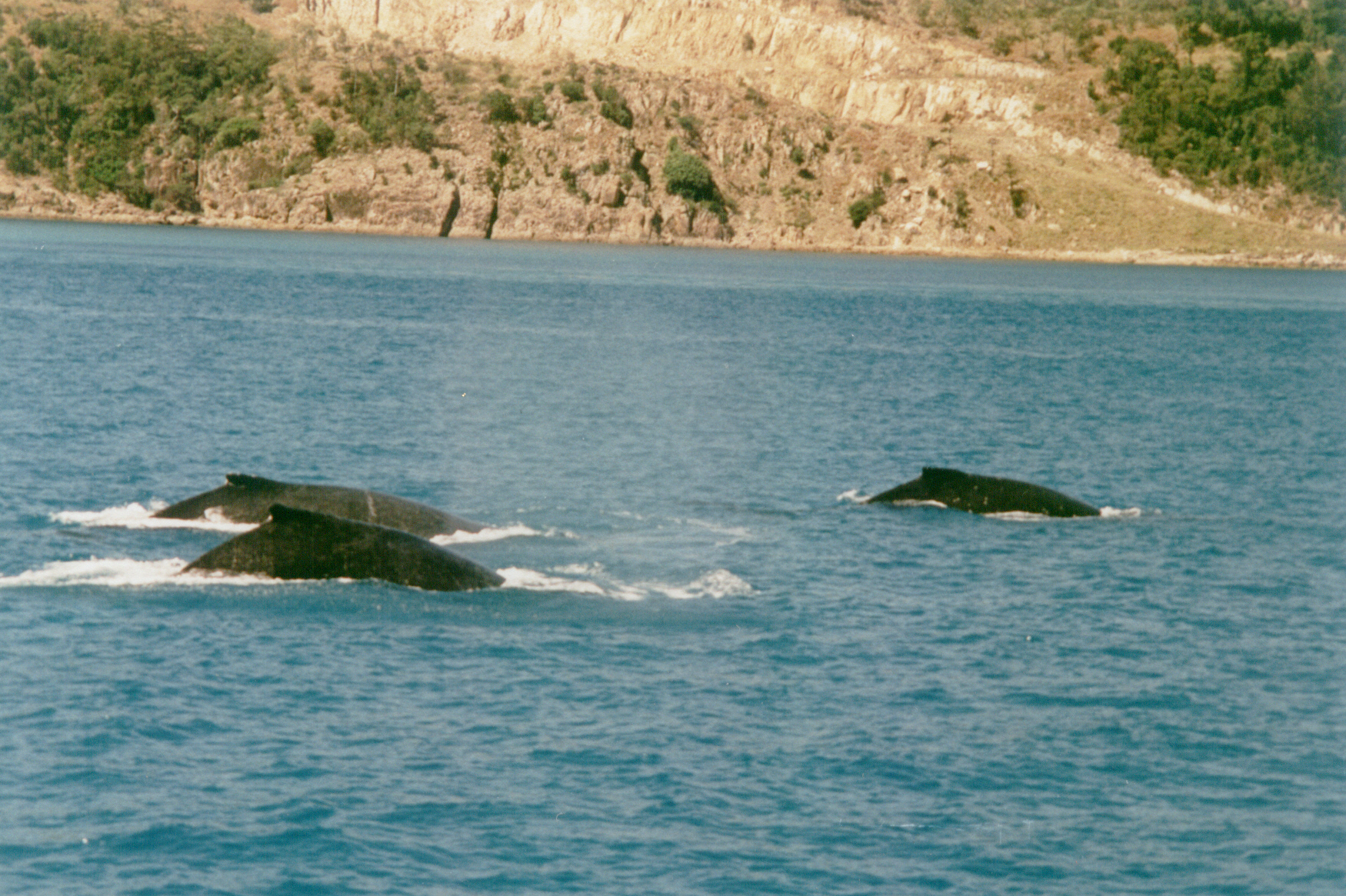
Buckelwalfamilie vor Australien

Man geht heute davon aus, dass vor dem massiven Eingriff des Menschen in die Walpopulationen weltweit etwa 125.000 Buckelwale lebten, davon etwa 100.000 südlich des Äquators. Die Tiere wurden bereits im Altertum in kleinem Ausmaß gejagt, in großem Stil aber seit dem 17. Jahrhundert. Nachdem die Buckelwalpopulation durch die starke Bejagung auf wenige tausend Tiere zurückgegangen war, konnte sich diese durch das weltweite Fangverbot von 1966 wieder stark erholen. Die IUCN geht von mehr als 60.000 Tieren weltweit aus und hat den Buckelwal seit 2008 in die geringste Gefährdungsstufe der Roten Liste (LC = "least concern") eingeordnet. Laut den Berichten der Internationalen Walfangkommission (IWC) und NOAA leben zurzeit (Stand Mitte 2011) schätzungsweise 25.000 Buckelwale in den südlichen Meeren, im Nordpazifik leben etwa 20.000 Tiere während man im Nordatlantik von einer Populationsgröße von 11.500 Tieren ausgehen kann, hinzu kommen kleinere, verstreute Populationen an der amerikanischen Westküste, im Golf von Maine, Samoa und anderen Gebieten.
Weil er sich der Küste nähert und nicht sonderlich groß ist, ist der Buckelwal leichter zu jagen als andere Großwale. Deswegen gehörte er zu den ersten Großwalarten, die bejagt wurden. Sein Auftreten war sowohl in den Fortpflanzungs- als auch in den Nahrungsgründen einfach zu berechnen, sodass er sowohl dort als auch auf den Wanderstrecken gejagt wurde. Bereits gegen Ende des 19. Jahrhunderts waren die Bestände im Nordatlantik stark reduziert, woraufhin man begann, die Waljagd auf die größeren südlichen Populationen zu konzentrieren. In der ersten Hälfte des 20. Jahrhunderts wurden mehr als 100.000 Tiere getötet. Um 1920 fielen die jährlichen Fangquoten rapide von 14.000 auf 2000 Tiere pro Jahr, da die Wale selten und für die Märkte weniger interessant geworden waren. Zwischen 1940 und 1963 kam es wieder zu einer stärkeren Bejagung und es wurden in diesen Jahren weitere 50.000 Buckelwale getötet und die sich gerade wieder erholende Population des Nordatlantik unter internationalen Schutz gestellt, 1963 zudem die Populationen der südlichen Hemisphäre. 1966 erfolgte ein totales Fangverbot, die einzige Ausnahme stellt der traditionelle Walfang der Bevölkerung der Karibikinsel Bequia dar. Die Bewohner dürfen im Jahr bis zu vier Buckelwale für den eigenen Verzehr erlegen, diese Zahl wurde allerdings nie erreicht und heute gibt es dort keinen Walfänger mehr. Bis Ende 1978 wurden zudem etwa acht Tiere pro Jahr vor Tonga und bis Ende 1985 bis zehn Tiere pro Jahr vor Westgrönland erlegt.
Im Jahr 2007 erklärte Japan, am 18. November mit dem 8000-Tonnen-Schiff Nisshin Maru die erste Großjagd auf Buckelwale seit 1963 starten zu wollen – zugleich die größte Jagd seit Beginn der Schutzmaßnahmen der Internationalen Walfangkommission (IWC). Dazu wollten die Fischer eine Ausnahmebestimmung für Wissenschaftler nutzen. Tatsächlich sollte aber der größte Teil der getöteten Wale an Restaurants verkauft werden. Geplant war, bis zu 50 Buckelwale, bis zu 50 Finnwale sowie bis zu 935 Südliche Zwergwale mit der Harpune zu töten. Nach internationalem Druck verzichtete Japan auf die Jagd von Buckelwalen.